# Eufrat & Tigris
Eufrat & Tigris er udviklet af den tyske spildesigner Reiner Knizia i 1997. Eufrat & Tigris er blevet et af de mest populære moderne brætspil.
Spillet foregår i det gamle Mesopotamien (det nuværende Irak) mellem de to floder Eufrat og Tigris.
Spillerne styrer fire forskellige typer af konger og har mulighed for at udvide kongerigerne ved at placere nye brikker på brættet. Spillet skal forestille at vidne om store konger og kongerigers opblomstring og fald.
I spillet scores der point, når man tilføjer en ny brik til brættet eller gennem  monumenter. Under hele spillet kan kongerigerne blive styret af skiftende konger, samt kongeriger kan smeltes sammen til større riger eller blive ødelagt af krige og interne stridigheder.
Vinderen er den spiller der har administreret pointscoringen i 4 forskellige farver bedst muligt, da det er det mindste antal i en enkelt farve der angiver det samlede antal point.
Eufrat & Tigris har en god kombination af strategi, taktik og held, hvilket har gjort det populært i seriøse spillekredse.
Spillet udkom i en dansksproget udgave i 1998, udgivet af Skandinavisk Spil Kompagni.